# “新馬路任我行”步行區試行計劃
“新馬路任我行”步行區試行計劃（葡萄牙語：Passeando pela Almeida Ribeiro — Projecto piloto para área pedonal）是由澳門特別行政區政府文化局策劃和作為主辦單位之一，於澳門半島市中心的亞美打利庇盧大馬路（新馬路）由主幹道臨時改為充滿本地文化及藝術特色的步行區。據文化局介紹，新馬路將變為步行區並換上新裝，以藝術融合環境特色，匯聚創意和藝文動能，激活傳統街區，為市民及旅客帶來新的文化旅遊步行體驗。

## 沿革
2022年12月16日，文化局攜手多個單位推出“文化一基地冬日巡禮”，於該年年末期間舉行多個大型藝術與文化活動項目，包括舉行“新馬路任我行——步行區試行計劃”，作為巡禮活動中全新項目之一。據介紹，活動是為活化及帶動舊區適度多元發展，增加澳門文化旅遊元素，以藝術融合環境特色，匯聚創意和藝文動能，激活傳統街區，呈現城市之美，期間海邊新街至龍嵩正街的新馬路地段將換上新裝，為市民及旅客帶來新奇別致的文化旅步體驗。
2022年12月23日，作為“文化一基地冬日巡禮”活動之一的新馬路任我行——步行區試行計劃”活動原定在聖誕節和元旦期間舉行，文化局表示考慮到澳門本地COVID-19疫情情況嚴峻，決定將相關活動延至2023年農曆新年期間舉行。
2023年1月10日，文化局正式宣佈該活動於農曆新年期間首次舉行，活動日期為2023年月22日（年初一）中午12時至24日（年初三）晚上10時及2月4日（正月十四）中午12時至5日（正月十五）晚上10時舉行。活動由文化局聯同多個政府部門包括交通事務局、澳門旅遊局、治安警察局、市政署及消防局聯合主辦，同時由六大旅遊綜合體包括澳娛綜合、銀河娛樂集團、新濠博亞娛樂、美高梅、金沙中國及永利澳門有限公司共同支持。

## 活動詳情

### 2023年1月22日至24日

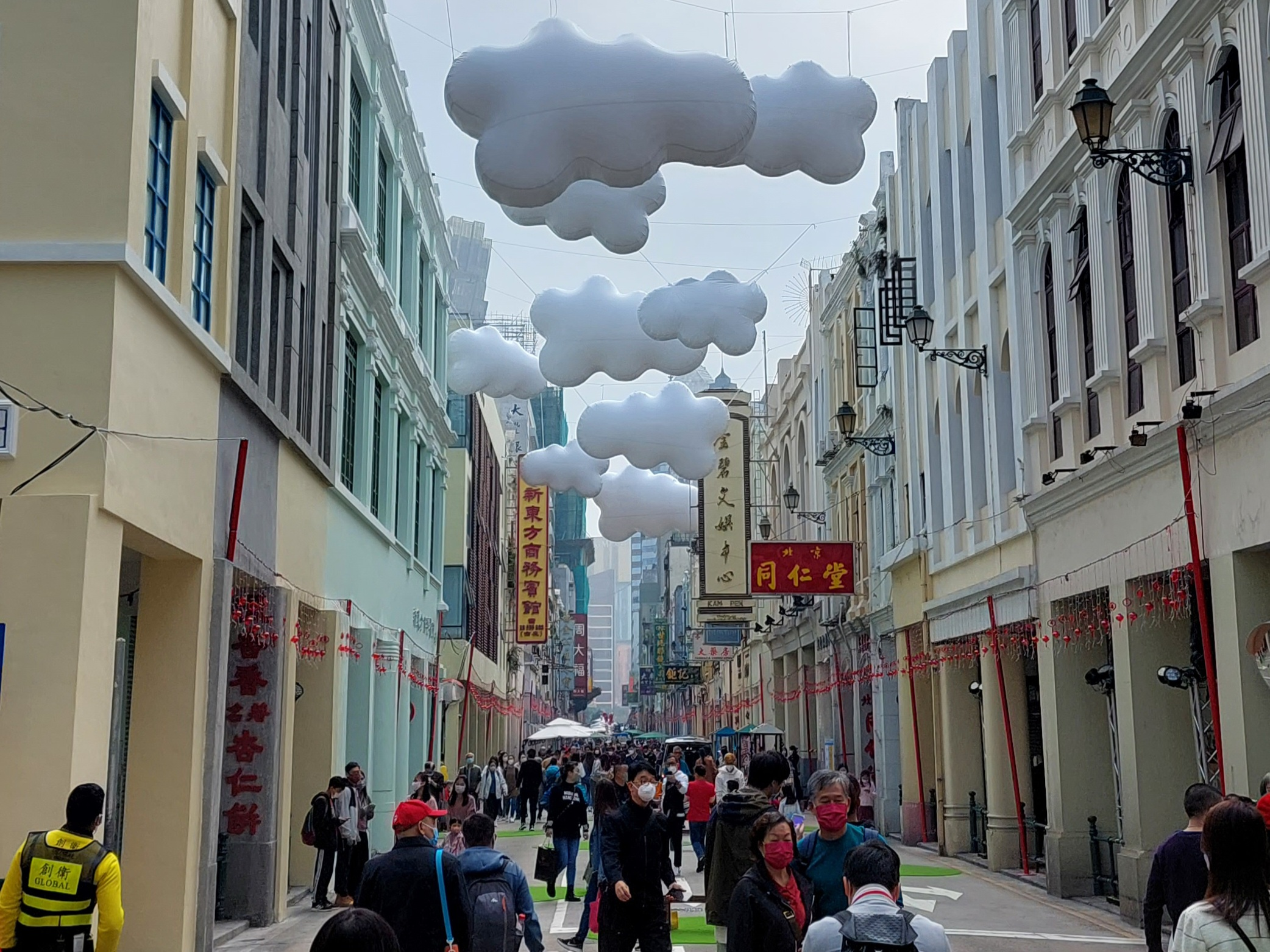
新馬路任我行步行區首輪活動情況

據文化局介紹，新馬路步行區域將化身“城市森林”，由治安警察局銀樂隊及多個藝文演出單位帶來多項街頭表演，澳門美術協會組織本澳藝術家現場製作肖像畫，而澳門餐飲業聯合商會亦組織多間商戶設置特色餐飲攤位，加上多個精選的文化創意商品及輕食以及澳門非物質文化遺產清單項目展演攤位，為遊人提供新奇別致的文化旅遊步行體驗，並透過一連串精彩活動，與市民旅客歡度新春、共慶佳節。
活動期間，將海邊新街至龍嵩正街的一段全長450米的亞美打利庇盧大馬路（新馬路）換上新裝，劃為三大路段，“Magic Moment”路段由海邊新街口至清平街口，以彩色雲朵為主題作街區點綴，夜間設光影投射；“森林步徑”路段由清平街口至營地大街口，不規則地鋪上人造植被，營造漫步城市中的寫意氣氛；“城巿綠洲”路段由營地大街口至議事亭前地，放置大陽傘檯椅設置成茶座，供遊人停歇休憩。路段中懸掛或擺放大型裝置，並設多個藝遊點供藝遊人作街頭表演，澳門非物質文化遺產清單中的部分項目包括龍鬚糖製作技藝、麵塑技藝等進行展演，同時設置多個由本地機構營運的創意飲食攤位及文創產品攤位。
在延期至農曆新年舉行後，為迎接兔年來臨，主辦單位在新馬路內擺設多隻巨型福兔裝置，並有多個藝遊點供藝遊人作街頭表演，向觀衆送上節日祝福。六大旅遊綜合體分別提供特色創意藝術裝置及安排賀年活動，提供財神等賀年環節；治安警察局銀樂隊於首周活動期間於現場進行演出。澳門美術協會組織多個本地藝術家於現場進行製作，在特定時段分別利用水墨、水彩及針筆現場繪畫，吸引遊人駐足欣賞。

### 2023年2月4日至5日

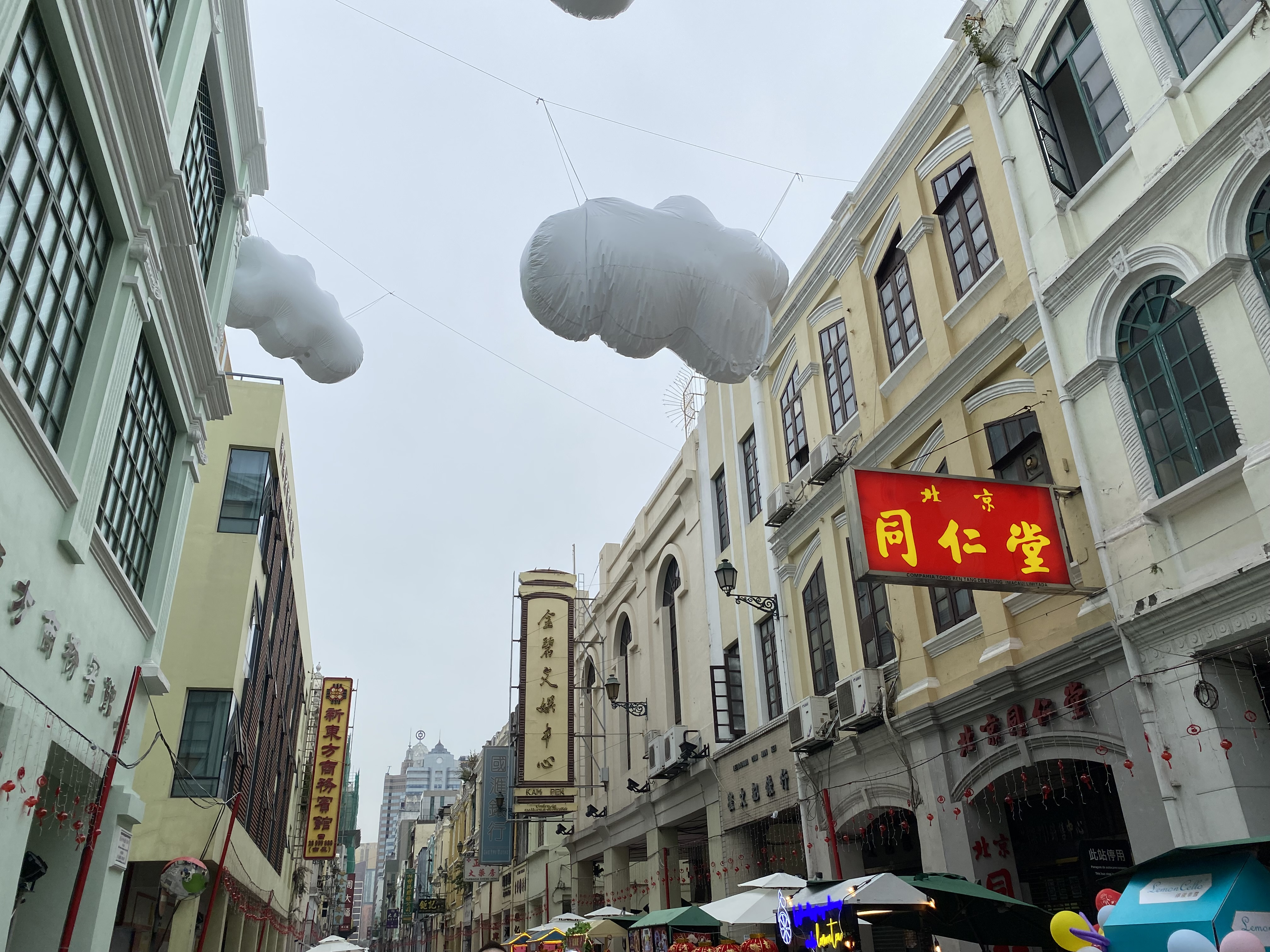
現場設有裝飾

在正月十四及十五（即2023年2月4日及5日）活動中，適逢中國傳統節日元宵節，同時作為澳門非物質文化遺產項目；活動中增設多個藝術裝置、特色攤位及應節演出等，包括猜燈謎，增設售賣麥芽糖夾餅、冰糖葫蘆、元宵湯圓及鮮花等攤位，部分休閒綜合體和澳門旅遊局向參加者提供多款禮物，以豐富休閒旅遊步行體驗元素。而同善堂藥局在活動中會向公眾提供免費涼茶，希望讓市民旅客品嚐傳統技藝的風味，傳承推廣中華傳統文化，以及歡度佳節；位於新馬路的典當業展示館在任我行活動期間延長開放時間至晚上10時，並增設夜遊“德成按”遊覽體驗。

## 影響

### 交通改道措施
活動舉行期間，介乎巴素打爾古街與龍嵩正街之間的一段亞美打利庇盧大馬路（新馬路）及周邊部份道路實施封閉交通，部份路段則允許特許車輛通行；同時，為方便車輛進出新馬路東西兩則區域之道路，部份道路將實施反方向行車。新馬路封閉期間，由南灣大馬路往十六浦方向之車輛需繞行至西灣區，經媽閣、司打口一帶駛回原路線；而由十六浦一帶往南灣大馬路之車輛，則可繞行至下環區經西灣區再駛往原有路線。同時於火船頭街、殷皇子大馬路及南灣大馬路設置臨時上落客區。

### 巴士服務安排
公共巴士方面，27條巴士路線於活動舉行日期之首班車至尾班車期間改道行駛，受影響路線包括23條日間巴士路線及4條夜間巴士路線。同時多個巴士站暫停使用，包括「新馬路／永亨」、「新馬路／大豐」、「新馬路／爐石塘」、「金碧文娛中心」、「營地大街」、「草堆街」、「十月初五街」站；而「南灣大馬路／時代」站臨時遷移往水坑尾方向100米，“柏港停車場”站增設臨時分流站點供4條日間路線停靠；“殷皇子馬路”站臨時遷移往南灣大馬路方向10米，供10B路線停靠。另外，交通事務局臨時增設5S路線，往返粵通碼頭至華大新村。

### 人潮管制措施
2023年1月23日、24日首次活動；2月4日及5日第二輪活動期間，因步行區人流眾多，治安警察局一度實施人潮管制措施，觀眾只可由議事亭前地單向前往十六浦方向，步行區內其餘路段只出不進。若擠擁情況未有緩和，將封閉上述入口，並由上述交界口開始對步行區實施只出不進措施，相關人潮管制措施直至約傍晚時段才取消。

## 活動成效

### 參與人數
2023年1月22日首輪活動舉行的首日期間，文化局局長梁惠敏表示，首日活動錄得21,000人次到場，文化局表示活動超過預期。人流高峰時段集中在傍晚5時至晚上8時，因應到場人流多，局方作出些許優化，如所有攤檔於活動第二日提早一小時營業，晚上延後一小時才結束；活動方面亦作了調整，盡量做到互不干擾，為途人構建一個舒適空間。
2023年1月25日，文化局表示，首輪為期三天活動中共吸引約93,000人次到場，並計劃於2月4日（正月十四）中午12時至2月5日（正月十五）晚上10時舉行該年第二輪活動。
2023年2月7日，政府公佈2023年春節期間首輪及第二輪活動中，成功吸引共約14萬人次到訪，帶動附近街區店舖人流暢旺，為活化舊區及以藝文動能盤活經濟帶來正面效益。五天活動共約330名演出者參與、呈獻96場不同風格的街頭演出活動，共有32個不同特色及主題的攤位參與。首輪年初一至三活動中，該區約六成商戶表示生意額有所增加，部分的生意增長更逾五成，意見普遍認同活動成效，認為項目創新，其帶動的人流及生意額超乎預期。

### 政府官員視察
2023年1月24日（大年初三）上午，行政長官賀一誠到步行區一帶體驗和視察，多名政府官員亦陪同，視察期間行政長官不時向商戶拜年，祝願生意興隆，並與他們親切傾談，關心商戶經營情況。多數商戶表示，「新馬路任我行—步行區試行計劃」計劃非常好，帶來不少訪澳旅客，生意穩步復甦，有信心會愈來愈好。賀一誠表示，見到熱鬧興旺的景況，居民扶老攜幼同樂，各攤檔生意興隆，可喜居民恢復正常生活。相信隨着出入境防疫措施放寬，特區政府在最大程度保護居民生命安全和身體健康的前提下，將與廣大居民一道，齊心合力實現經濟復甦和社會全面復常。
2023年2月4日，行政法務司司長張永春和澳門特別行政區行政會委員一同視察“新馬路任我行—步行區”，實地瞭解項目成效，走訪附近街區，瞭解市況。

### 預算及計劃恆常舉行
2023年2月4日，文化局局長梁惠敏受訪時表示，5天活動預算約260萬澳門元，主要用於設置裝置和管理人資費用。被問及會否恆常化舉行，她指出活動結束後會整體檢討，結合交通事務局及治安警察局等意見，若受市民歡迎，活動順利開展，當局會積極考慮。她認為步行區能讓大家挖掘新馬路的底蘊，若將來有機會再辦，會介紹更多新馬路組成部分的文化元素。
2023年2月7日，有記者問及新馬路步行區往後會以何種形式推行有關計劃？文化局局長梁惠敏回應稱，短期內會就該計劃與各部門開會，持續收集各界及市民意見，評估活動日後舉辦的形式及周期，現階段未有定案，如未來再舉辦將加入不同元素。至於“任我行”對交通的影響，局方目前未有相關數據，待周內與交通部門開會後將作出總結。對於新馬路兩旁建築有很多長期空置，希望透過步行區的契機激活文物建築，同市民關係更密切，在文化發展諮詢委員會全體會議上，社會文化司司長、委員會主席歐陽瑜表示把握疫後“復常”的機遇，扎實推進文化融合發展，打造高品質的文化品牌，用好企業對非博彩元素項目的投入。對於新馬路是否列為行人專用區，文化發展諮詢委員邢榮發表示，需得到社會共識。同時認為“五司”首次合作，相當難得，頗具動力。
2023年2月8日，澳門電台時事節目《澳門講場》討論發展文化深度遊。文化局局長梁惠敏亦出席節目，她表示作為全新體驗活動，過往新馬路多被視為交通主幹道，活動的舉行讓更多人關心新馬路建築和歷史，也有助促進舊區經濟和旅遊。未來舉辦的形式和周期仍在研究，需要平衡交通和市民出行。
2023年2月21日，文化遺產委員會舉行全體會議，會上介紹該活動計劃成效。委員會代主席、文化局局長梁惠敏表示，當局已整理活動經驗及坊間意見，指出支持活動的聲音較多，社會亦提出很多意見，相信可助未來優化類似計劃，包括如何更好引入和介紹周邊建築物的文化歷史底蘊等。又稱鑑於澳門半島之後的整體道路工程計劃安排，目前或短期內沒有條件再舉辦，但會根據活動的經驗成效，繼續構思以不同形式活化文化遺產建築和舊區，強調未必會再以步行區方式舉行。
2023年12月，文化局表示受內港南雨水泵站及下水道工程影響，暫未有條件於2024春節期間再度舉辦「新馬路任我行」。

## 首輪活動舉行後社會反應

### 正面評價或意見
- 澳門街坊總會轄下分會代表表示，透過問卷調查方式訪問新馬路一帶商戶，商戶普遍表示支持有關計劃，由於適逢農曆新年旅遊旺季，區內及周邊商戶對於活動予以厚望，有部份非連鎖經營商戶表示，年初一及年初二將會休息，待年初三或年初四才恢復營業。雖然活動期間有26條巴士路線改道行駛，增加周邊交通壓力和影響區內居民出行，兩坊會希望當局留意交通狀況，避免出現交通問題[39]。
- 2023年1月23日首輪活動舉行期間，有旅客表示特意來澳感受不一樣的新年氣氛，有旅客表示活動吸引，適合一家大小遊樂，讓人印象深刻；有文創產品檔主表示，原本準備三天貨量，銷售情況比想象中好，已售出一半貨品，故即時重新補貨，整體來說十分滿意活動成效[19]。
- 2023年1月22日至24日首輪活動舉行期間，吸引不少居民和旅客到場“打卡”，連帶旅遊旺區一帶商戶的生意大增，不少手信店內擠滿旅客。有手信店店員表示，不少旅客選擇來澳度歲，而步行區吸引大量人流，在春節檔期期間有不少旅客購買手信伴手禮的意欲較高，購買力大漲。有旅客表示，認為春節期間舉辦新馬路步行區活動更有年味。有土生土長的居民表示，活動創意十足，氣氛良好，為市民和旅客留下深刻印象；同時能夠提振社區經濟，吸引更多旅客到澳門旅遊[40][41]。有新馬路零售商戶表示，原本初一至初三是休市，因活動動引來大量人流故提前復市，實況亦成功刺激到生意，估計至少增加近一成，人均消費五百元，以中國大陸旅客居多，認為封路後生意的確較不封路時多，故期望當局未來都可考慮常態化舉辦活動，藉此帶動經濟復甦[42]。
- 「新馬路任我行」活動帶動旅客與市民前往，更拉動旅遊業和新馬路周邊商戶生意，2023年首階段的三日活動中日均吸引超過兩萬人次入場，澳門旅遊業議會會長胡景光建議政府事後對活動作總結，並分析旅客、居民和商戶的數據，從而優化整個計劃。他認為，僅有一條步行街效用不大，未來應將計劃輻射至周邊街道，由「點」帶至「線」，才能讓整個社區受惠，重振各區商圈經濟。澳門經濟學會副理事長李振國表示，活動期間同時迎來「開放」後首個春節旺季，訪澳旅客上升；而活動創意十足，加上春節期間天公造美，不少市民和旅客參與，活動順利完滿地結束[43]。
- 福隆區坊眾互助會理事長杜妙玲於2023年1月28日舉行的癸卯年「萬家歡樂在福隆新春醒獅敬老聯歡活動」中表示，「新馬路任我行」步行區試行計劃首階段非常成功，連日來吸引大批旅客及居民到場觀光，可見活動成效顯著，成功提振社區。又指出商戶都表示是次步行區活動成功吸引旅客落區消費，旅客消費力比以往更高，不論是食肆還是手信店都丁財兩旺，是自疫情三年以來，第一次看到大量客流於區內，見到不少商戶都大排長龍，成功刺激商戶經濟，商戶生意額比疫情前還要好[44]。
- 新馬路坊會代表於活動舉行後首周起，到區內商戶蒐集意見，普遍對這次創新安排持正面態度，建議跨部門今後為活動注入更多本土元素，亦能把此活動模式複製至其他舊街區，盤活特色街巷，提振舊區經濟。坊會負責人期盼政府及業界不斷總結經驗，評估活動所彰顯的社會經濟效益，日後不妨把福隆新街、十月初五街或庇山耶街等街區短暫封閉，打造成特色專區，因地制宜，藉此模式提振舊區，注入生氣[45]。
- 澳門城市大學國際旅遊與管理學院執行副院長李璽教授表示，合自身以及家人一同前往體驗的感受，並結合現場觀察，他認為，從區域旅遊規劃以及旅遊產品設計等角度來看，對計劃通過視角和功能的轉換，為旅遊者提供了全新的文化旅遊體驗機會。體現出了通過觀賞視角以及空間功能的變革來提供創新體驗的模式。其次，計劃較好地契合了澳門一直努力推動的社區旅遊，文化認知發展方向[46]。
- 在中區社區諮詢服務委員會恆常會議上，多位委員在會程前發言對「新馬路任我行」步行區活動多給予正面評價，並紛紛建言獻策如何去完善、擴大步行區等。有委員希望政府應收集各項數據去優化改善，將項目延伸到各歷史城區，定位為澳門旅遊主題旅遊活動，也要謀求節日活動與市民生活的融合。另該協調電訊公司及時發出改道時間及人潮管控區域等重要出行信息。亦有委員表示僅限定一個街區或一條街道作為步行街是不足夠，而是要將之推廣成為澳門獨有特色，並推動社區、市民、企業、社團和藝術家們結合起來去做。副召集人李仲言提議，通過步行區串連各大景點，讓遊客可觀賞澳門舊城原有風貌，感受到「老澳門」的人文風情[47]。
- 有本地文創攤位檔主表示，欣賞政府做了如此“大膽”的實驗，將新馬路改為步行區，讓遊人能以步行的方式欣賞到沿途舊建築，明顯吸引到許多居民和遊客來“打卡”，不單帶旺附近商戶的生意，作為特色攤位更是直接受惠，不單生意額暴增，更可令平時不太關注澳門文創的居民和旅客，都能留意到其品牌和產品，起到很大宣傳作用。十分歡迎和支持政府繼續舉行相關活動。又有文創攤位檔主認為舉行時機和地點都十分適合。逢新春期間且疫情後開放，整個步行區丁財兩旺，對比過去兩年在藝墟及不同地點擺攤七至八次的經歷，這次的人流明顯暴增，銷情理想，營業額上升三倍以上，收益良好[48]。
- 澳門科技大學可持續發展研究所研究助理沈濤認為，前一階段的活動已在新年伊始就展現出其獨有的特色。認為活動可進一步提振整體信心，未來可考慮政府主導及非營利組織推動相結合的模式，推動社區經濟發展[49]。

### 中立意見或建議
- 中區南區工商聯會會長李卓君形容春節假期期間澳門終於久旱逢甘霖，預估各行營業額增長約五至六成。但指出該活動區域範圍不大，部分出入口更被封鎖，市民和旅客無法從這些出入口走到其他區域商舖，使這些商舖無法受惠，但當時的計劃處測試階段，相信未來會加以改進和優化。他建議，未來若進行同模式的活動，可將範圍進一步擴大，而政府應提前與周邊商戶商議，將各出入口梳理暢順，避免出現人流擁擠的情況[50]。
- 2023年首輪活動中由於正值農曆新年三天連假，交通未有嚴重擠塞。但有交通咨詢委員會委員擔心第二階段活動（正月十四及十五）期間，因全澳恢復正常上班上學，周邊交通會否出現亂象，建議做好預案和優化各方面臨時交通措施[51]。

### 負面評論或意見
- 有部分市民認為新馬路不宜封閉舉行活動。文化局局長梁惠敏於2022年12月29日回應記者提問時表示，交通部門亦認為節假日有條件試行，當局將會檢視成效和吸取意見[52]。
- 2023年1月24日（農曆大年初三）下午活動舉行期間，由於人流眾多一度繼年初二當天後再度實施人潮管制措施。受措施影響，部分新馬路周邊內街居民被拒進入，與警員及保安員發生爭拗，最終需“兜大圈”才能返回住所。有住戶對人潮管制表示理解，但認為措施應該更人性化，盡可能將膠碼移近路口，避免將周邊大廈劃作禁入區域，方便住戶返回大廈。畢竟新馬路封路已對周邊居民做成影響，希望有關部門可以體諒住戶出入需要，減低困擾[53]。
- 活動首次舉行期間，引來了市民和旅客“打卡”，但晚上開啟後的裝飾於兩旁的建築物牆壁上更會投射各種迷幻的圖案和燈光，直教人忘記這條本應是堆滿車的馬路，有居民於本地紙媒發表來論，指出參加活動的人士忘記背後一些捲閘緊閉、被人遺忘的老店之餘，把澳門的「人文氛圍」和「歷史遺產」象徵式紀錄，實際將澳門本土文化和遺產在資本主義的社會發展上受到破壞，同時將遺產研究中經常被人詬病的「迪士尼化」（Disneyfication）— 把同一個故事、同一個配方、同一座建築複製到世界不同的角落。即使人們不曾經歷過原本的故事內容，甚至不需要知道任何故事，都能感受到同一種「奇妙」的感覺，而保留歷史價值和發展經濟價值並不是大花金錢，而是用心發掘自己的文化、與自己的歷史和記憶對話[54]。
- 首輪活動期間，有部分藝術裝置被指是「淘寶貨」，文化局局長梁惠敏在第二輪活動舉行期間回應官媒時指，最原始想法是期望放置一些能讓居民打卡影相的元素，未必需要放置很高價的藝術品，希望有多種不同元素，現場亦設有博企提供格調很高的藝術品，該局構想是吸引市民「影相打卡」，有時不需要很高價的藝術品，希望有多種不同元素，主要是期望與民同樂[55]。

## 第二輪活動舉行期間相關反應

### 相關爭議

#### 周邊民生商戶生意及住戶出入不便
2023年2月4日活動期間，步行區一度再度實施人潮管制。活動期間，主要服務遊客的商戶稱計劃對生意有幫助，對計劃一片唱好，但亦有不少平日以經營街坊生意的商戶及小販反映，整條新馬路封閉的做法影響日常生活及生意，十分麻煩；只要經過新馬路周邊的街道，就不難發現小商戶、檔販及街坊罵聲連連。警方在人潮管制期間加派警力戒備。

#### 交通擠塞情況嚴重
由於第一輪活動正值農曆新年年初一至初三，大多數人均回鄉過年，導致市面交通情況大致暢順。雖然元宵與周未重疊，但該周未前後並非公眾假期，周邊道路交通擠塞情況比首輪活動嚴重。當中在2023年2月4日傍晚時分，內港交通幾近癱瘓，車龍一度由十六浦排至西灣大橋橋口。西灣湖景大馬路、比厘喇馬忌士街、火船頭街水洩不通，即使電單車在車龍中左穿右插，亦要花近半小時才能通過擠塞區域。除了內港一帶交通擠塞，平常周末甚少塞車的南灣大馬路亦見車龍，殷皇子馬路、龍嵩正街等交通明顯較繁忙。活動期間，新馬路周邊橫街人多車多，不時有人走出馬路。警方加派人員在場指揮疏導，避免因人車爭路發生意外。

#### 居民對計劃活動恆常主辦意見不一
在第二輪活動中，有受訪的駕駛者和市民認為活動利大於弊，有助振興旅遊業，有十月初五街的日式餐廳負責人稱，活動吸引人流帶動生意，支持舉辦；亦有駕駛者認為，新馬路始終是主要幹道，活動令區內更難泊車、周邊交通更擠塞，短暫舉辦幾天能接受，不建議恆常舉辦；有電單車駕駛者批評改道指示不清晰，活動相當擾民。有乘坐巴士的居民表示活動期間巴士改道行駛，需要提早出門，希望政府於手機應用程式或網站上讓旅客和市民清晰改道指示。交通諮詢委員會副主席林智超表示，活動期間涉及27條巴士路線需改道行駛，影響區內市民出行，但政府和巴士公司已盡力做好協調。他又認為大型活動在大時大節舉行會較合適，相信政府在兩輪活動舉辦後作數據分析再作決定，同時建議舉辦的時段可選在長假期或暑假等已減輕交通壓力，有更多人能夠參與，同時加強巴士改道消息的宣傳。

#### 打架事件
2023年2月5日，網上流傳片段指步行區內發生打架事件，有兩名本地男子懷疑因排隊拍照發生爭執，期間揮拳互打，被現場警員分開，兩人均報稱受傷，經消防員護理後拒絕送院。事發在當天下午一時左右，治安警根據現場駐守隊員表示，現場有兩名男子曾發生爭執，由現場警員制止及分開。經消防救護員檢查及初步護理，其中一名30多歲的男子嘴角挫傷；另外一名60多歲本地男子左手挫傷，兩名男子均表示無需送院。治安警表示，兩人疑因排隊拍照先後問題發生爭執。事件確切起因仍待查明。
2023年2月8日，在澳門電台中文頻道時事節目《澳門講場》上，有聽眾提到活動舉行期間出現打架事件，質疑保安公司沒有維持好秩序。文化局局長梁惠敏表示，對活動期間出現不快事件感到遺憾，也對保安公司處理不太認同，當局已責成有關保安公司，要求交報告，會有後續跟進。

### 相關建議
在2023年2月5日的活動中，有居民指在參與典當業展示館導賞後，感覺新鮮，並建議當局再舉辦有關活動時，增添區內舊照展覽，介紹新馬路的變遷。有售賣非物質文化遺產食品攤位負責人表示人流較預期多，認為活動可推廣傳統小食文化；有文創攤檔檔主則認為，活動的佈置可邀請更多本地創作者參與，推動澳門文化創意產業進一步進展。
國際（澳門）學術研究院政策研究主任高勝文樂見活動成功舉辦，認為有效推動澳門建設「中華文化為主流，多元文化共存的交流合作基地」，並提出五點建議，包括將路段延伸及串運內港及白眼塘一帶、增加臨時攤檔類型、增加指引和多媒體介紹、欄杆全面改為活動式欄杆及參考國內外例子打造時限性或永久性步行區。
2023年2月8日澳門立法會全體會議上，多名議員在發言時異口同聲指出「新馬路任我行」計劃的社會成本或過高，建議當局可另外選擇一地點舉辦。間選議員崔世平認為活動能夠振興新馬路西半段和內部等舊區，短期內對新馬路進行環境翻新整治.長期對新馬路一帶提升營商價值的政策措施。另一間選議員葉兆佳建議將活動長期實行及常態化，同時延伸活動到鄰近街區。直選議員方面，街總顏奕恆建議以「任我行＋」延伸至其他街道，如望德堂坊和離島；澳粵同盟羅彩燕表示活動雖帶來不錯效果，但同時帶有許多隱性社會成本需要妥善處理；而工聯梁孫旭認為新馬路作為重要交通樞紐，長期舉行影響交通外，更影響鄰近居民生活和出行，建議在大型節假日期間才舉行，減少交通和當區居民影響。

## 圖片集

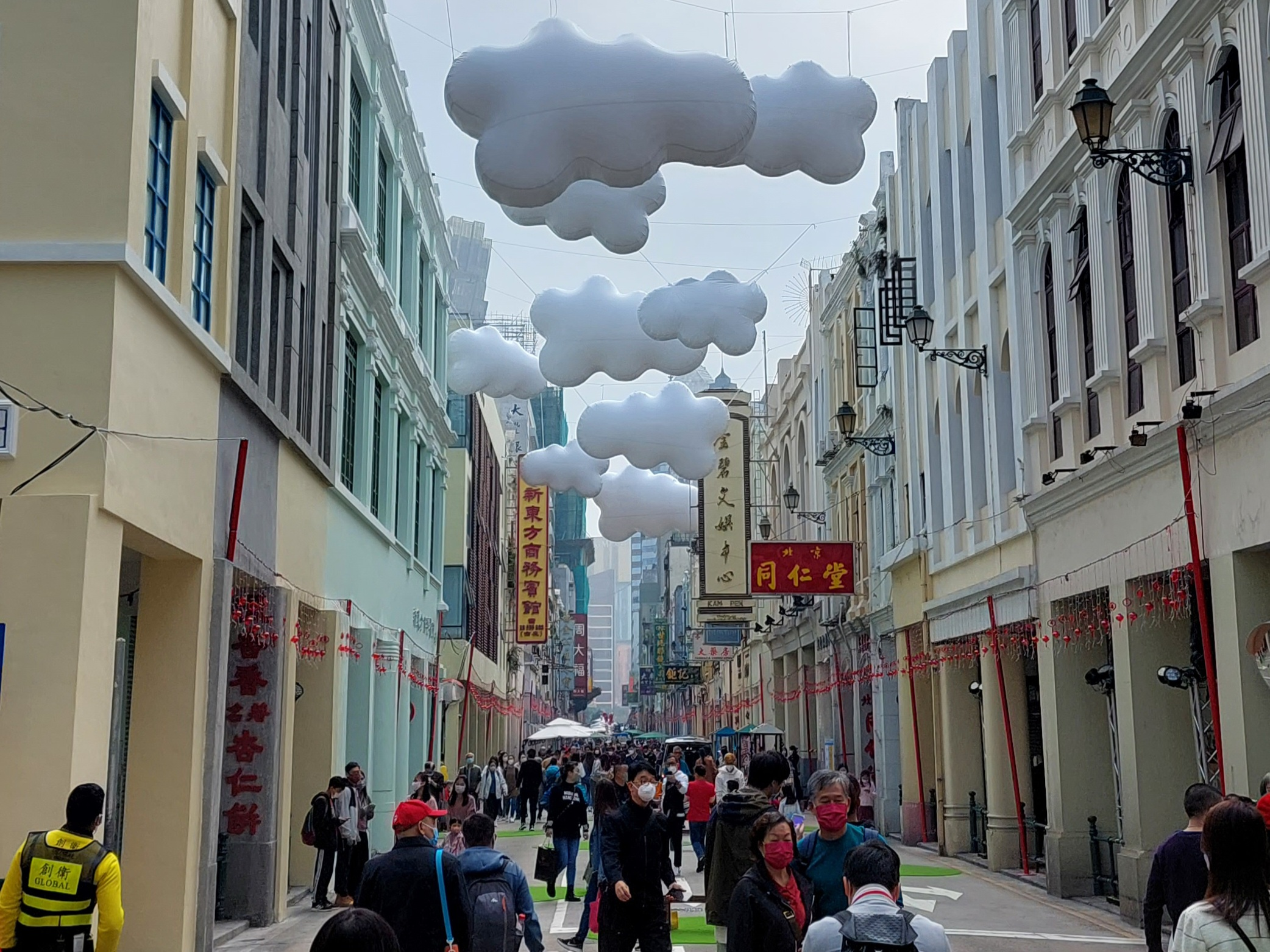
步行區之日間情況
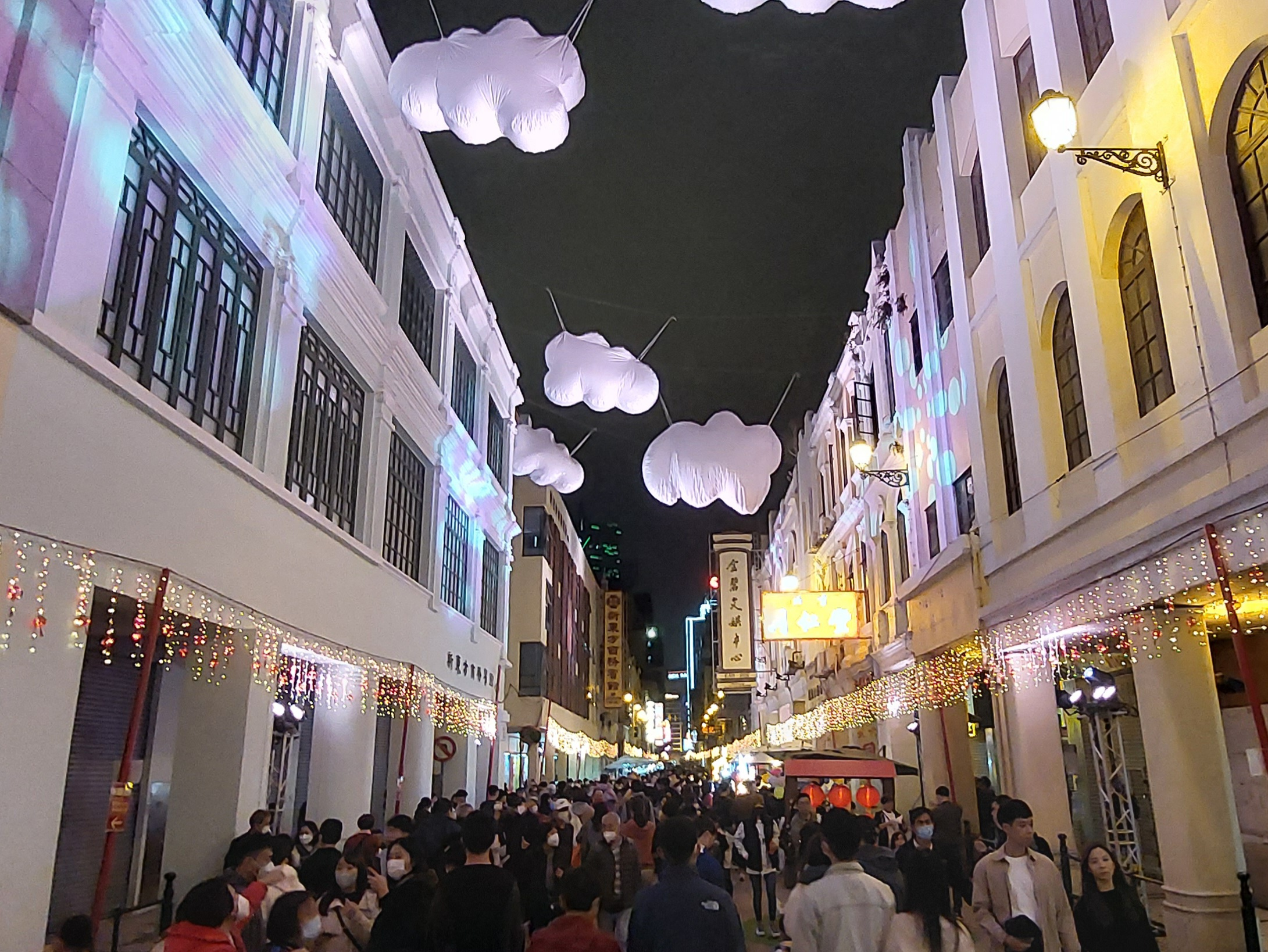
步行區之夜景